# Рузское водохранилище
Ру́зское водохрани́лище — водохранилище на реке Рузе, расположено на западе Московской области. Заполнено в 1965—1966 годах.
Полезный объём 216 млн м³, площадь 33 км². Ширина до 4 км, длина около 33 км, глубина до 21,2 м.
Находится на высоте 182,5 метра над уровнем моря. Образовано железобетонной плотиной длиной 550 и максимальной высотой 25 метров, по плотине организован автомобильный переход. Водосброс осуществляется с высоты 18,5 метров.
Замерзает в конце ноября, вскрывается в конце апреля.
Судоходно. Используется для водоснабжения Москвы (подача воды к Рублёвскому гидроузлу), а также регулирования стока реки Рузы. Популярное место отдыха.
Знаменитое место рыбной ловли среди рыболовов-любителей. Зимой, весной, осенью и летом в водохранилище ловятся: лещ, щука, судак, окунь, плотва, ёрш, уклейка, густера, реже налим. Ранее осуществлялось рыбоводство.
На берегах расположились несколько домов отдыха и пионерлагерей, спасательная станция, посёлок Беляная Гора и село Осташёво.
В 3 км к юго-западу от деревни Щербинки, близ бывшей деревни Неждино, на мысу правого, коренного берега реки Руза, левого притока реки Москва (ныне южный берег Рузского водохранилища) находится Неждинское городище, культурный слой которого относится к эпохе железного века (дьяковская культура) и древнерусскому времени (XII—XIII века).